# Sufismo en al-Ándalus
El sufismo en Al Ándalus, practicado desde el siglo IX, si bien no tendría la organización alcanzada en otras regiones, influenciaría fuertemente en el Islam en España y en la cultura ibérica en general.

## Historia
La difusión de la espiritualidad sufista en España puede remontarse a Muhammad ibn Massarra (Córdoba (España), 883 - 931) quien en sus obras Libro de la explicación perspicua y Libro de las letras difundía el motazilismo y el sufismo batimí.
Sus textos han desaparecido y lo que se conoce se debe en gran medida a la obra de un discípulo muy posterior, Ibn al-Arabi (Murcia, 28 de julio de 1165 – Damasco, 16 de noviembre de 1240) 
Durante las siguientes décadas, los movimientos asimilables al sufísmo en Al-Ándalus no se organizaron en tariqa como en otras regiones, limitándose a grupos que seguían a un maestro, sin rito iniciático alguno e incluso a menudo sin reconocerse a sí mismos como sufíes.
Una de las primeras escuelas que se formaron fue la de Ibn al-'Arif (Almería, 1088 – Marrakesh, 1141) cuyas enseñanzas y discípulos se extendieron e influyeron en numerosos maestros.
Pero sería con Abu Madyan (Cantillana, 1116 - Tremecén, Argelia, 1198), quien realizó una singular síntesis del pensamiento sufista de su época (oriental, andalusí y magrebí), que el sufismo se consolidaría en España.
Su influencia fue notable, contándose entre sus discípulos el citado Ibn al-Arabi.

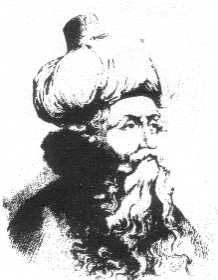
Ibn Arabi.

Abu Bakr Muhammad Ibn 'Ali Ibn al-'Arabi, más conocido como Ibn Arabi, Abenarabi o Ben Arabi fue un místico sufí, filósofo, poeta, viajero y sabio andalusí cuya obra le valió los sobrenombres de Vivificador de la Religión y Doctor Máximo.
Otros sufíes importantes de esta época fueron Ibn Sab'in, nacido en el valle del Ricote y fallecido en 1270, y uno de sus sucesores, al-Shushtari, famoso poeta andalusí, cuyas obras han perdurado hasta la actualidad en el cancionero popular magrebí.
El arabista Miguel Asín Palacios entendía que la influencia del misticismo sufí se haría sentir incluso en el cristianismo, citándolo y explicándolo así Fernando Sánchez Dragó:

Miguel Asín Palacios, gran arabista, casi padre del pan-arabismo, en el buen sentido de la palabra, hablaba del viaje de ida y vuelta del pensamiento religioso, del pensamiento místico desde el Cristianismo hasta el Cristianismo; se refería con ello a cómo los maestros del Sufismo en España, al pasar el Islam por Egipto y otros países del Norte de África y entrar en contacto con los Padres del Yermo, con los hombres de Alejandría, con los cristianos coptos, recibieron el mensaje iniciático de Jesús lo trasladaron al Islam y después, desde el Islam, desde Ibn-Masarra, desde Muignuhdin Ibn-Al-Arabi, desde otros grandes pensadores místicos del Islam español, fue devuelto al Cristianismo. No existiría Juan de la Cruz, no existiría Teresa de Jesús, no existiría Miguel de Molinos, no hubieran existido los Alumbrados, los Quietistas, los Dexados, sin el precedente de estos “locos de Dios” que protagonizaron durante varios siglos y, concretamente, durante los siglos de los Reinos de Taifas, esa recuperación de un misticismo que venía del Cristianismo pero que era universal.

## Sufís
- Abu al-Abbas as-Sabti (1129-1204)
- Abu Madyan de Cantiliana
- Abu l-Abbas Ibn al-Arif, Abenalarif
- Abu al-Abbas al-Mursi
- Abu l-Hakam Ibn Barrayan
- Abu Marwan al-Yuhansi
- Ibn Arabi
- al-Shushtari
- Ibn al-Mar'a
- Ibn Sa'bin
- Abu Ishaq al-Balafiqui
- Abu Ya'far al-Cochi
- Ibn Abbad de Ronda
- Abu Ya'far Sidibono
- Ibn Jamis
- Ibn Masarra
- Ibn al-Galib
- al-Jarrat